# Raeta plicatella
Raeta plicatella är en musselart som först beskrevs av Jean-Baptiste Lamarck 1818.  Raeta plicatella ingår i släktet Raeta och familjen Mactridae. Inga underarter finns listade i Catalogue of Life.